# Борисково (городской округ Истра)
Борисково — деревня в городском округе Истра Московской области России, до 2017 года входила в состав сельского поселения Ивановское Истринского района. Население — 8 чел. (2010).
Деревня Борисково расположена приблизительно в пятистах метрах от правого берега реки Истры, на притоке Истры — речке Пересальке, на краю поля, на западной стороне которого в 2—3 километрах находится деревня Борки. Пересалька течёт из Борков.
В Борисково имеется небольшой пруд.
С северо-западной стороны деревня оканчивается высоким крутым обрывом над речкой Пересалькой, на которую иногда приходят бобры. С восточной стороны деревня также стоит над обрывом, под которым течёт ручей, который берёт начало чуть выше Борисково. Здесь же, в этом овраге, есть два-три родника.
Ближайший магазин расположен почти у самого въезда в Борисково.

## Население
| 2002 | 2006 | 2010 |
| ---- | ---- | ---- |
| 1    | →1   | ↗8   |